# チェルシーFC.リザーブ
チェルシー・フットボール・クラブ・リザーブ (Chelsea Football Club Reserves) は、イングランドのロンドン西部に本拠地を置きプレミアリーグ2を主戦場とするチェルシー・フットボール・クラブの二軍チーム。

## 概要
主に23歳以下のメンバーで構成されているが、トップチームの選手もコンディション調整や怪我の回復途上にある段階で出場することもある。
以前は、チェスターフィールドにあるレクリエーション・グラウンドや、ブレントフォードにあるグリフィン・パークをホームとして使っていたが、現在は、クラブの練習場でもあるコーバム・トレーニング・センターをホームとして使用している。

## 略歴
- 2012-13シーズンより新設された『U-21プレミアリーグ』に参戦。
- 2014-15シーズンではU-19世代で行われる『UEFAユースリーグ』を2連覇した。[1]
- 2016-17シーズンよりU-21プレミアリーグが『プレミアリーグ2』に変更され、23歳以下まで出場が可能となった。

## タイトル
- U-21プレミアリーグ：2013-14
- UEFAユースリーグ：2013-14, 2014-15

## 現在のメンバー
注：選手の国籍表記はFIFAの定めた代表資格ルールに基づく。
| No. | Pos. |              | 選手名                   |
| --- | ---- | ------------ | ------------------------ |
| --  | GK   | イングランド | ペトル・チェフ           |
| 22  | GK   | イングランド | ミッチェル・ビーニイ     |
| --  | DF   | イングランド | リチャード・ナーティ     |
| --  | DF   | イングランド | トレヴォ・チャロバー     |
| --  | DF   | イングランド | イーサン・アンパドゥ     |
| --  | DF   | スウェーデン | アリ・スリッチ           |
| --  | DF   | イングランド | ジョシュ・グラント       |
| --  | DF   | イングランド | カイル・ジェムソン       |
| --  | DF   | イングランド | デュジョン・スターリング |
| --  | DF   | イングランド | コール・ダシルバ         |

| No. | Pos. |              | 選手名                           |
| --- | ---- | ------------ | -------------------------------- |
| --  | MF   | イングランド | カイル・スロット                 |
| --  | MF   | イングランド | ダニー・ドリンクウォーター       |
| --  | MF   | イングランド | ルーク・マコーミック             |
| --  | MF   | イングランド | ルベン・サミュット               |
| --  | FW   | イングランド | チャーリー・ウェイクフィールド   |
| --  | FW   | スイス       | ミロ・ミュハイム                 |
| --  | FW   | イングランド | カラム・ハドソン＝オドイ         |
| --  | FW   | イングランド | ハーヴェイ・セント＝クレア       |
| --  | FW   | イングランド | マラカイ・ヒンクソン＝マース     |
| --  | FW   | イングランド | マーテル・テイラー＝クロスデイル |

## 歴代選手

### DF
- ジョン・テリー
- ファン・アーンホルト
- ジェフリー・ブルマ
- アンドレアス・クリステンセン
- ナタン・アケ

### MF
- ガエル・カクタ
- バートランド・トラオレ
- ルーベン・ロフタス＝チーク
- ナサニエル・チャロバー
- メイソン・マウント

### FW
- ファビオ・ボリーニ
- タミー・アブラハム
- ドミニク・ソランケ